# Кампус
Kампус е земята, върху която са разположени колеж или университет заедно с прикрепените към тях институционални сгради. Съвременният кампус включва множество сгради, които принадлежат към дадена институция, независимо дали е академична или неакадемична. Обикновено кампусът включва библиотеки, лекционни зали, общежития, студентски центрове или зали за хранене, както и паркова среда. Българският термин е студентски град или студентско градче.

## Етимология
Думата произлиза от латинската дума за „поле“ и за първи път се употребява за района на тогавашния Колеж на Ню Джърси (сега Принстънския университет) в САЩ през 18 век. Останалите американски колежи по-късно приели думата, за да опишат отделните полета в собствените си институции, но „кампус“ все още не описвал цялата университетска собственост. Тогава едно средно или висше училище можело да има едно пространство, наречено колеж, второ наречено поле и друго, наречено двор.

## История
Традицията на кампусите започва със средновековните европейски университети, където учениците и учителите живели и работили заедно в по-уединена среда. Понятието за важността на създаването на академичния живот по-късно се пренесло в Северна Америка, а най-ранните колониални образователни институции приели за основа шотландската и английска университетски системи.

## Употреба
През 20 век значението на думата се разширило, включвайки целия институционален имот, като старият смисъл останал до 50-те години на 19 век на някои места.

### Офис сгради
Понякога земите, върху които се намират фирмените офис сгради, се наричат кампуси. Кампусът Майкрософт в Редмънд, Вашингтон е добър пример. Болници и дори летища понякога използват термина, за да опишат територията на техните съоръжения.

### Университети
Думата „кампус“ е приложима и за европейските университети, въпреки че повечето такива институции се характеризират със собствеността на отделните сгради в градска среда, а не паркови площи, в които са поставени сгради.